# کتابخانه دالف بریسکو

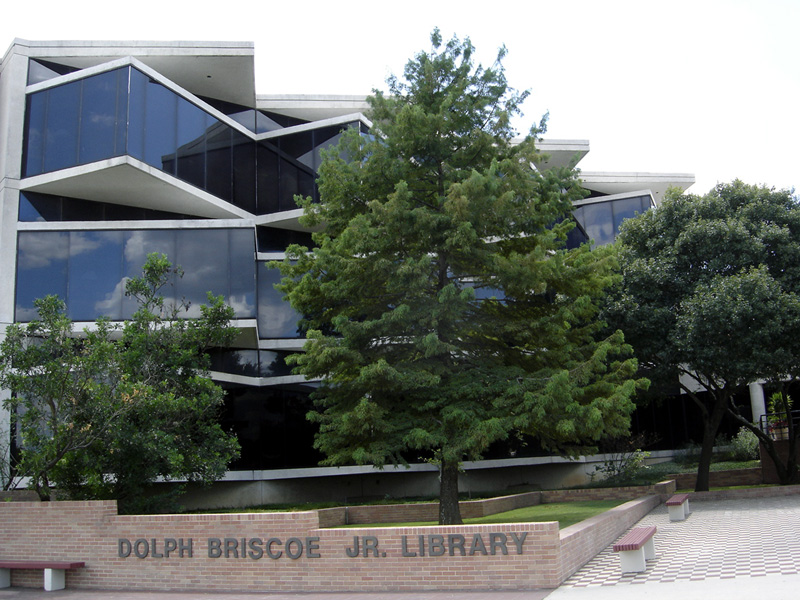

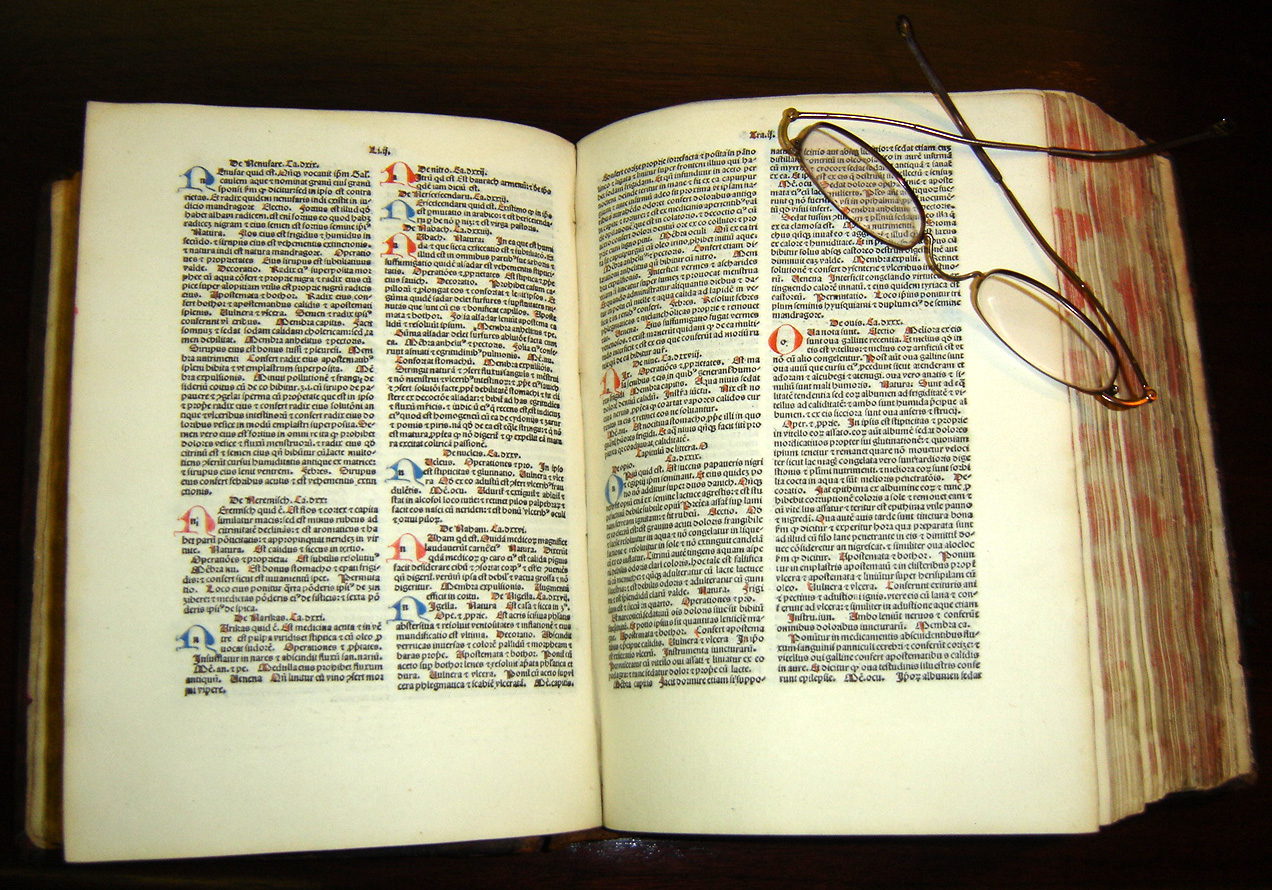
نسخه ایتالیایی قانون در طب ابن سینا

کتابخانه دالف بریسکو (به انگلیسی: Dolph Briscoe Jr. Library) نام کتابخانه مرکزی سامانه کتابخانه مرکز علوم بهداشت دانشگاه تگزاس در سن آنتونیو است. این موسسه واقع در مرکز پزشکی جنوب تگزاس در شهر سن آنتونیو در تگزاس می باشد.
این کتابخانه که به سبب زحمات خود در اشاعه خدمات به منطقه جنوب تگزاس برنده جوایزی گردیده، توسط شرکت معماری کل مونیوز آرشیتکتس طراحی گردید. و به افتخار دالف بریسکو (چهل و یکمین فرماندار تگزاس) نامگذاری گردیده.
در سال ۲۰۰۵ این کتابخانه والاترین جایزه کتابخانه امریکا را از خانم لورا بوش دریافت کرد.

## مخزن کتب تاریخ پزشکی
این کتابخانه جهت دارا بودن یک مخزن کتب نایاب پزشکی معروف است. این کلکسیون که The P.I. Nixon collection نام دارد شامل بیش از ۵۰۰۰ نسخه اصل کتب تاریخی میباشد.که برخی از آنها تا ششصد سال عمر دارند. از نمونه های نفیس این مخزن میتوان به امثال زیر اشاره کرد:
- قانون در طب اثر ابن سینا
- تشریح مالیخولیا اثر رابرت برتون چاپ سال ۱۶۳۲.
- De Medicina اثر Celsus چاپ سال ۱۴۸۱.
- The Micrographia اثر رابرت هوک
- فابریکا اثر آندرئاس وزالیوس چاپ سال ۱۵۴۳
- Tables of the Skeleton and Muscles of the Human Body اثر Bernhard Siegfried Albinus چاپ سال ۱۷۴۹

از دیگر آثار معروف ایت مخزن میتوان آثار نوستراداموس, جالینوس, Paolo Mascagni, Hieronymus Brunschwig, Bernardino Genga و Withering را نام برد.